# 克拉伦斯饭店
克拉伦斯饭店是位于爱尔兰都柏林的一座旅馆，位于利菲河岸边，1992年正式营业。其所有者是著名摇滚乐团U2的成员博诺、埃奇以及他们的合伙人。该建筑由坦普尔酒吧区外围的海关大楼改建，是都柏林上流社会的重要社交场所。其装饰并不追求华丽，而是主打简约风格。饭店内附设奥克塔冈酒吧，主打午餐与下午茶。